# Lantan
Lantan (La, łac. lanthanum) – pierwiastek chemiczny należący do bloku f w układzie okresowym.
Został odkryty w 1839 roku przez ucznia Berzeliusa Carla Gustawa Mosandera w zanieczyszczeniach tlenku ceru. Nazwę nadał Berzelius od greckiego słowa lanthanein – ukrywać się, gdyż pierwiastek ten „ukrywał się” w tlenku ceru.
IUPAC zalicza lantan do lantanowców, w podręcznikach spotyka się jednak często przypisanie lantanu do skandowców, a nie lantanowców.

## Charakterystyka
Lantan jest srebrzystobiałym metalem, jest miękki i kowalny. Utlenia się na powietrzu, rozkłada wodę, rozpuszcza się w kwasach z wyjątkiem stężonego kwasu siarkowego. Stosowany jest jako dodatek do stali, do stopów glinu i miedzi. Tlenek lantanu służy do wyrobu szkieł optycznych.

## Występowanie
Lantan występuje w skorupie ziemskiej w ilości 32 ppm (wagowo). Najważniejszymi minerałami lantanu są:
- monacyt (Ce,La,Th,Nd,Y,Pr)PO4 – tzw. piasek monacytowy;
- bastnezyt (Ce,La,Nd,Y,Pr)CO3F;
- ceryt fluorowy (La,Ce)F3;
- parazyt (Ce,La)2O3.